# Kamieniczne
Kamieniczne (prononciation : [kamʲɛˈɲit͡ʂnɛ]) est un village polonais de la gmina de Biała Podlaska dans le powiat de Biała Podlaska de la voïvodie de Lublin dans l'est de la Pologne.
Le village comptait approximativement une population de 31 habitants en 2010.

## Histoire
De 1975 à 1998, le village est attaché administrativement à la voïvodie de Biała Podlaska.

Depuis 1999, il fait partie de la voïvodie de Lublin.